# Gehyra xenopus
Espèce
Statut de conservation UICN

 LC : Préoccupation mineure
Gehyra xenopus est une espèce de geckos de la famille des Gekkonidae.

## Répartition
Cette espèce est endémique du Kimberley en Australie-Occidentale.

## Publication originale
- Storr, 1978 : Seven new gekkonid lizards from Western Australia. Records of the Western Australian Museum, vol. 6, n. 3, p. 337-352 (texte intégral).